# 카탕가 십자가

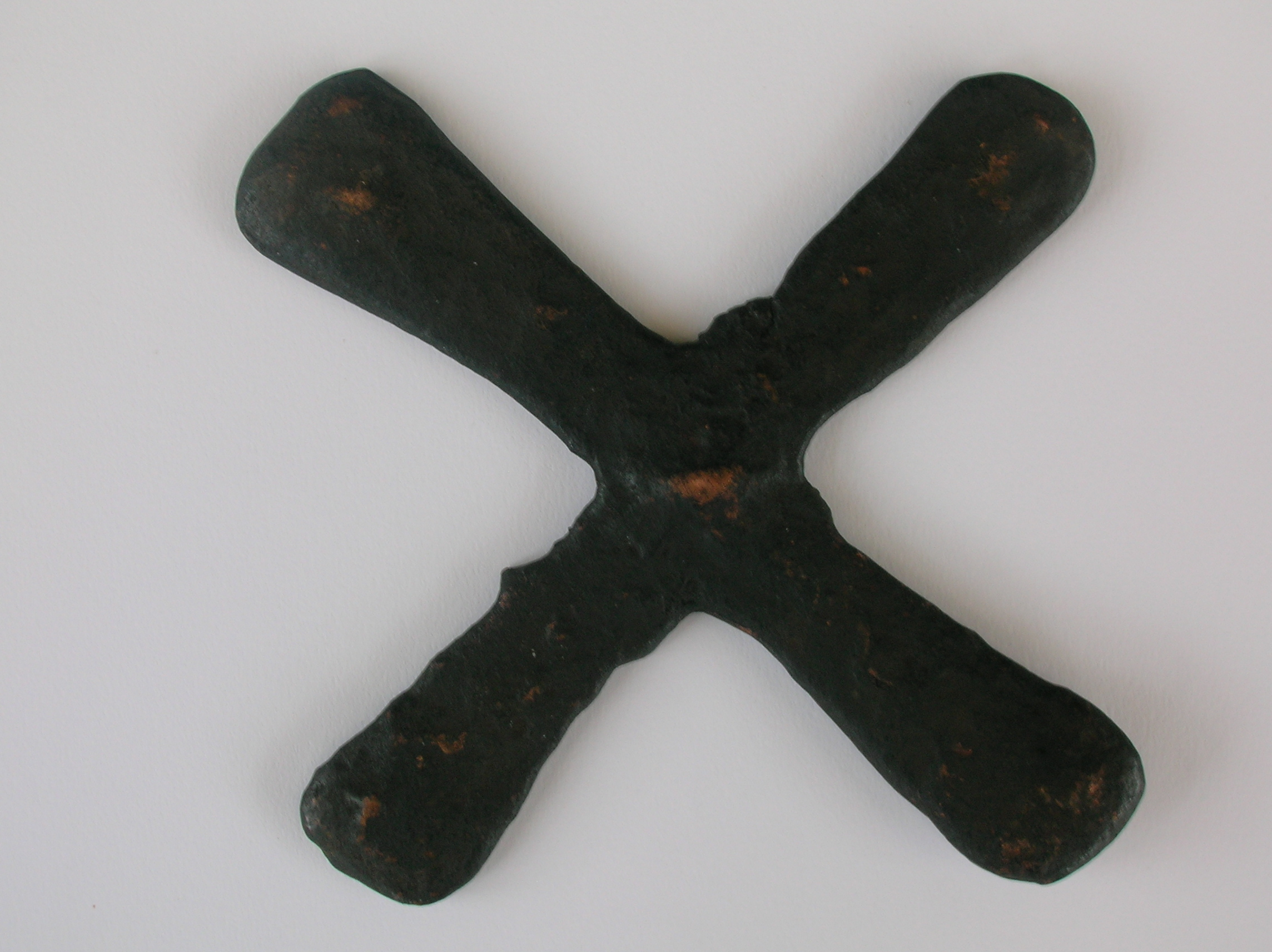
카탕가 십자가

카탕가 십자가 (Katanga Cross 혹은 Handa)는 주물 동전 십자로, 다양한 크기이지만 전형적인 것은 서로 엇갈리는 형태로 대략 길이 20cm에 1 킬로그램의 무게가 나간다. 19세기와 20세기 사이에 현재 콩고 민주 공화국의 일부에서 통화로 쓰였으며 명칭은 콩고 남동부에 있는 풍부한 구리 채굴 지역인 카탕가 주에서 비롯되었다.
이 X 형태의 주형은 지방 구리 세공인들에 의해 주조되었다. 그들은 모래 거푸집 속으로 녹은 구리를 부어 주조했다.

## 최초의 가치
카탕가 십자 하나로는 대략 밀가루 10 킬로그램, 5 ~6마리 닭 또는 도끼 여섯 자루를 살 수 있었다. 두 개면 총을 살 수 있었다.
콩고로부터 독립을 선언했던 1961년에 카탕가는 자체적으로 고유 동전을 발행했는데 십자를 화폐로 쓴 전통을 살려서 동전에 카탕가 십자가를 그려 넣었다. (카탕가는 1963년에 콩고에 재합병되었다.)

## 같이 보기
- 마닐라스 (manillas)